# クロード・リットル
クロード・エミール・ジャン＝バティスト・リットル（フランス語: Claude Émile Jean-Baptiste Litre、1716年2月12日 - 1778年）は、架空の人名である。体積の単位リットルの記号に大文字のLが使用されることの整合性を取るため、1978年にカナダ・ウォータールー大学のケネス・ウールナー（英語: Kenneth A. Woolner,
1934年 - 2008年）が冗談として考案した。
国際単位系（SI）では、リットル（フランス語: litre）の記号に小文字の「l」と大文字の「L」の両方を認めている。これは、小文字の「l」が数字の「1」に似ていて紛らわしいためである。しかし、SIでは、大文字で始まる単位記号は、人名に由来する名称の単位にのみ使用されることとしているが、リットルの名称はフランスの伝統的な単位リトロンに由来するもので、人名に由来するものではない。
ウールナーは1978年4月1日（エイプリルフール）に発行された教師向けの化学のニュースレター「CHEM 13 News」（ウォータールー大学の発行）に、リットルの名前の由来についての作り話を掲載した。この作り話によれば、クロード・リットルは1716年2月12日にワインボトル職人の息子として生まれたという。彼の極めて顕著な（架空の）科学の業績により、1778年に彼が亡くなった（雑誌に掲載された1978年は彼の死後200年に当たることになっている。）後、体積の単位に彼の名前が付けられることになったという。
この作り話は1980年1月に国際純正・応用化学連合（IUPAC）の雑誌「Chemistry International」に誤って事実として掲載されてしまい、次号において撤回された。
この逸話は、ロバート・ウェバー（Robert L. Weber, 1913-1997）の「More Random Walks in Science」（1982）にも記載されている。